# Дюбаково
Дюбаково (словац. Ďubákovo, угор. Vágó) — село, громада в окрузі Полтар, Банськобистрицький край, центральна Словаччина. Кадастрова площа громади — 6,39 км². Населення — 82 особи (за оцінкою на 31 грудня 2017 р.).
Перша згадка 1877 року.

## Населення
| Рік:            | 1994. | 2004.   | 2014.    | 2024. |
| --------------- | ----- | ------- | -------- | ----- |
| Кількість осіб: | 126   | 116     | 84       | 84    |
| Різниця:        |       | -7,93 % | -27,58 % | +0 %  |

| Рік:            | 2023. | 2024. |
| --------------- | ----- | ----- |
| Кількість осіб: | 75    | 84    |
| Різниця:        |       | +12 % |